# Domra

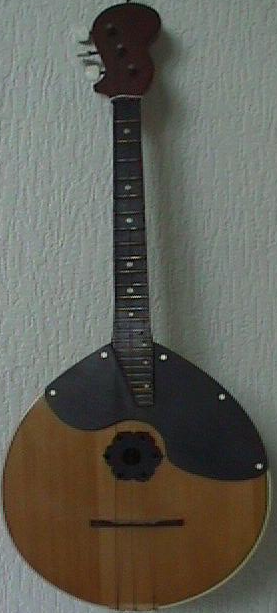
domra

De domra (Russisch: домра) is een snaarinstrument uit Rusland dat wel wordt gebruikt in balalaikaorkesten. Het instrument is van origine driesnarig en heeft een bolle uit losse spanten gemaakte klankkast.
De domra is verwant aan de luit en werd in Rusland ontwikkeld rond het einde van de 16e en begin van de 17e eeuw. Karakteristiek is de lange hals. Het instrument wordt meestal met een plectrum bespeeld.
Naast de driesnarige domra (met een kwartenstemming) bestaat er ook een viersnarige versie, die in kwinten wordt gestemd, net als de viool en de mandoline. Op die manier is het hele viool- en mandolinerepertoire voor de domra direct beschikbaar.
De domrafamilie bestaat verder uit een alt, een bas en een contrabas. Dat laatste instrument is bijna 1 meter 70 lang, met een halve bol van zo'n 80 cm als klankkast.
Net als de balalaika ziet men in Rusland de domra als een volwaardig kunstinstrument.

## Stemming
- Piccolodomra : b1 e2 a2 Tabulatuur[1]
- Primdomra : e1 a1 d2 Tabulatuur[2]
- Sopraandomra : b e1 a1 Tabulatuur[3]
- Altdomra : e a d1 Tabulatuur[4]
- Tenordomra : B e a Tabulatuur[5]
- Basdomra : E A d Tabulatuur[6]
- Contrabasdomra (minor): 1E 1A D Tabulatuur zie[7]
- Contrabasdomra (major): 1A D G Tabulatuur[8]